# Lista de atletas brasileiros nos Jogos Olímpicos de Verão de 1984
A lista a seguir discrimina os atletas brasileiros que participaram da Los Angeles 1984, independentemente de terem logrado êxito na busca por medalhas.
Nos Jogos Olímpicos de Verão de 1984, os Jogos de número XXIII, em Los Angeles, nos Estados Unidos, o Brasil participou de sua décima quarta Olimpíada com 151 atletas, sendo 129 homens e 22 mulheres (a maior delegação da história até aqui, superando todas as demais edições tanto em número de atletas do sexo masculino, quanto do feminino e no total de atletas) em 17 esportes: tiro com arco, ginástica artística, atletismo, basquetebol, ciclismo, saltos ornamentais, hipismo, futebol, judô, remo, vela, tiro esportivo, natação, voleibol, polo aquático e estreou no nado sincronizado e na ginástica rítmica. Com 1 medalha de ouro, 5 de prata e 2 de bronze - 8 no total, foi o melhor desempenho em total de medalhas até aqui.
A delegação, mais uma vez chefiada por André Gustavo Richer, embora não tenha, em Los Angeles, superado o recorde de duas medalhas de ouro conquistadas na Moscou 1980, conseguiu o maior número de pódios de sua então história Olímpica.
Subsedes:
Nessa edição a Cidade sede não recebeu partidas do torneio de futebol, o qual foi disputado apenas nas subsedes de Pasadena, Allston (Boston), Annapolis e Palo Alto (Stanford). Outras subsedes: Mission Viejo e Buena Park (ciclismo de estrada); Anaheim (luta Olímpica); Coto de Caza e Irvine (pentatlo moderno); Santa Barbara (vela); Long Beach (vela, voleibol, tiro com arco e esgrima); Rancho Santa Fe (hipismo); Los Padres (canoagem e remo); Carson e Pasadena (ciclismo de pista); Chino (tiro esportivo); Malibu (polo aquático); Arcadia (hipismo); Inglewood (basquetebol e handebol); Fullerton (handebol); Monterey Park (hóquei).
O corredor Joaquim Cruz foi o maior destaque da delegação na prova dos "800 metros rasos",  superando o britânico Sebastian Coe e, com um tempo de 1m43s, estabeleceu um novo recorde Olímpico, que só seria derrubado na Atlanta 1996, pelo norueguês Vebjørn Rodal (1m42s58c).
No "futebol", a seleção masculina avançou à final pela primeira vez e derrotada pela França por 2x0, ficou com a prata com um time treinado por Jair Picerni que tinha no elenco a base do Internacional de Porto Alegre com destaques para Gilmar Rinaldi, Dunga, Gilmar Popoca, Luís Carlos Winck, Ademir, Milton Cruz e Mauro Galvão, entre outros. Foi a primeira medalha da história para o futebol brasileiro.
O time de "vôlei masculino" comandado agora por Bebeto de Freitas trazia de volta atletas das últimas duas edições para integrar a geração de prata: William, Bernard, Renan, Montanaro, Xandó, Amauri, Fernandão, Bernardinho e Badalhoca ganharam a companhia de Rui, Domingos Maracanã e Marcus Vinícius. Na primeira fase, o Brasil não teve problemas para se classificar na primeira colocação ao superar por 3x0 o time dos Estados Unidos, que tinha no elenco o lendário Karch Kiraly. As duas equipes forasm avançando e se reencontraram na final, mas os americanos devolveram os 3x0, ficando com o ouro.
A vela voltou a ser destaque com a prata na "classe soling". Foi a primeira conquista Olímpica do velejador Torben Grael, sobrinho de Axel e Erik Preben-Schmidt, acompanhado de Daniel Adler e Ronaldo Senfft.
Das piscinas, veio a prata de Ricardo Prado nos "400 metros medley". Ricardo ainda se classificou para as finais dos "200 metros costas", dos "200 metros borboleta" e dos "200 metros medley" - todas na primeira colocação de suas baterias - além de um 4.° tempo com o time do "revezamento 4x100 metros medley", mas abriu mão de nadar a maioria das provas decisivas dessas modalidades para se concentrar na prova que lhe daria a medalha de prata.
Dos tatames veio a prata do sensei Douglas Vieira, na categoria "meio-pesado",  além dos bronzes de Walter Carmona, no "peso médio" e de Luiz Onmura, no "peso leve".
Outros destaques:
Na mesma prova que deu o ouro a Joaquim Cruz, os "800 metros rasos", os outros dois brasileiros na disputa avançaram às semifinais: Agberto Guimarães e Zequinha Barbosa terminaram a competição respectivamente em 12.° e 15.° lugares; no atletismo os brasileiros ainda disputaram finais nos "200 metros rasos", nos "4x100 metros rasos" e no "salto com vara", chegando em 4.°, 8.° e 12.°, respectivamente; o quarteto do "concurso de saltos" do hipismo chegou à final, concluindo a prova em 10.° lugar; a ginasta Tatiana Figueiredo disputou a final do "individual geral" na ginástica feminina e terminou na 24.ª posição; três guarnições do "remo" disputaram as finais terminando nas 4.ª, 7.ª e 8.ª colocações, com destaque para os irmãos Carvalho, treinados pelo pai José de Carvalho Filho; na "vela" todas as demais classes chegaram bem colocadas à regata da medalha e por pouco não conquistaram pelo menos mais um pódio; no "vôlei feminino", o técnico Enio Figueiredo retornava com as convocadas Isabel, Jaqueline e Vera Mossa, além das estreantes em Olimpíadas Ana Richa, Regina Uchôa, Sandra e Ida, entre outras, e repetiu o 7.° lugar dos Jogos anteriores; Delival Nobre alcançou a 4.ª colocação na "pistola rápida" do tiro esportivo, que marcou a estreia da primeira atiradora brasileira nos Jogos, Débora Srour na "pistola 25 metros";  Ricardo Prado, além da prata, ainda nadou a final dos "200 metros costas", terminando no 4.° lugar; Renato Brito Cunha retornou treinando a seleção de "basquete masculino", na tentativa de restabelecer o prestígio da "Era Kanela" da qual fez parte mas, apesar do bom time, atingiram apenas o 9.° lugar. Entre os convocados retornavam, entre outros, Adílson, Cadum, Marcel, Marquinhos, Carioquinha e Oscar, reforçados por Gérson, Israel e Nilo; o tênis brasileiro novamente esteve representado num torneio de demonstração, nas chaves de "simples feminino", representado por Silvana Campos, então esposa do Doutor Sócrates e que terminou a competição na 17.ª colocação.
Curiosamente nessa edição, apesar do bom número de medalhas, nenhum brasileiro se juntou ao grupo de medalhistas múltiplos. Djan Madruga e Ricardo Prado chegaram perto, mas não alçaram esse êxito e a lista permaneceu com os mesmos 14 atletas (Vide seção "Multimedalhistas"). 
Abaixo segue a relação dos esportistas brasileiros participantes da Los Angeles 1984.

## Tiro com arco
Masculino
| Atleta        | Modalidade           | Preliminar 30 m     | Preliminar 50 m     | Preliminar 70 m     | Preliminar 90 m     | Rodada 1            | Rodada 2            | Total               | Referência(s) |
| Atleta        | Modalidade           | Resultado Colocação | Resultado Colocação | Resultado Colocação | Resultado Colocação | Resultado Colocação | Resultado Colocação | Resultado Colocação | Referência(s) |
| ------------- | -------------------- | ------------------- | ------------------- | ------------------- | ------------------- | ------------------- | ------------------- | ------------------- | ------------- |
| Renato Emílio | masculino individual | 680 =28.°           | 624 19.°            | 565 53.°            | 494 49.°            | 1184 42.°           | 1179 42.°           | 2363 44.°           | [ 16 ]        |

## Ginástica artística
Masculino
Individual
| Atleta         | Modalidade       | Qualificação       | Qualificação     | Qualificação       | Qualificação       | Qualificação     | Qualificação | Qualificação | Qualificação | Final              | Final            | Final              | Final              | Final            | Final       | Final       | Final     | Referência(s) |
| Atleta         | Modalidade       | Aparelho           | Aparelho         | Aparelho           | Aparelho           | Aparelho         | Aparelho     | Total        | Colocação    | Aparelho           | Aparelho         | Aparelho           | Aparelho           | Aparelho         | Aparelho    | Total       | Colocação | Referência(s) |
| Atleta         | Modalidade       | exercícios de solo | cavalo de arções | balanço de argolas | salto sobre a mesa | barras paralelas | barra fixa   | Total        | Colocação    | exercícios de solo | cavalo de arções | balanço de argolas | salto sobre a mesa | barras paralelas | barra fixa  | Total       | Colocação | Referência(s) |
| -------------- | ---------------- | ------------------ | ---------------- | ------------------ | ------------------ | ---------------- | ------------ | ------------ | ------------ | ------------------ | ---------------- | ------------------ | ------------------ | ---------------- | ----------- | ----------- | --------- | ------------- |
| Gérson Gnoatto | individual geral | 18.250 67.°        | 17.400 68.°      | 18.450 69.°        | 18.950 =70.°       | 16.950 70.°      | 18.050 =68.° | 108.050      | 70.°         | Não avançou        | Não avançou      | Não avançou        | Não avançou        | Não avançou      | Não avançou | Não avançou | 70.°      | [ 17 ]        |

Aparelhos
| Atleta         | Modalidade         | Qualificação        | Final               | Colocação final | Referência(s) |
| Atleta         | Modalidade         | Resultado Colocação | Resultado Colocação | Colocação final | Referência(s) |
| -------------- | ------------------ | ------------------- | ------------------- | --------------- | ------------- |
| Gérson Gnoatto | exercícios de solo | 18.250 67.°         | Não avançou         | 67.°            | [ 18 ]        |
| Gérson Gnoatto | cavalo de arções   | 17.400 68.°         | Não avançou         | 68.°            | [ 19 ]        |
| Gérson Gnoatto | balanço de argolas | 18.450 69.°         | Não avançou         | 69.°            | [ 20 ]        |
| Gérson Gnoatto | salto sobre a mesa | 18.950 =70.°        | Não avançou         | =70.°           | [ 21 ]        |
| Gérson Gnoatto | barras paralelas   | 16.950 70.°         | Não avançou         | 70.°            | [ 22 ]        |
| Gérson Gnoatto | barra fixa         | 18.050 =68.°        | Não avançou         | =68.°           | [ 23 ]        |

Feminino
Individual
| Atleta             | Modalidade       | Qualificação       | Qualificação       | Qualificação        | Qualificação        | Qualificação | Qualificação | Final              | Final              | Final               | Final               | Final  | Final     | Referência(s) |
| Atleta             | Modalidade       | Aparelho           | Aparelho           | Aparelho            | Aparelho            | Total        | Colocação    | Aparelho           | Aparelho           | Aparelho            | Aparelho            | Total  | Colocação | Referência(s) |
| Atleta             | Modalidade       | exercícios de solo | salto sobre a mesa | barras assimétricas | trave de equilíbrio | Total        | Colocação    | exercícios de solo | salto sobre a mesa | barras assimétricas | trave de equilíbrio | Total  | Colocação | Referência(s) |
| ------------------ | ---------------- | ------------------ | ------------------ | ------------------- | ------------------- | ------------ | ------------ | ------------------ | ------------------ | ------------------- | ------------------- | ------ | --------- | ------------- |
| Tatiana Figueiredo | individual geral | 18.700 =48.°       | 18.650 =56.°       | 17.200 60.°         | 18.050 =48.°        | 72.600       | 57.° Q       | 9.450 =16.°        | 9.600 =25.°        | 9.650 =21.°         | 9.400 =18.°         | 74.400 | 27.°      | [ 24 ]        |

Aparelhos
| Atleta             | Modalidade          | Qualificação        | Final               | Colocação final | Referência(s) |
| Atleta             | Modalidade          | Resultado Colocação | Resultado Colocação | Colocação final | Referência(s) |
| ------------------ | ------------------- | ------------------- | ------------------- | --------------- | ------------- |
| Tatiana Figueiredo | exercícios de solo  | 18.700 =48.°        | Não avançou         | =48.°           | [ 25 ]        |
| Tatiana Figueiredo | salto sobre a mesa  | 18.650 =56.°        | Não avançou         | =56.°           | [ 26 ]        |
| Tatiana Figueiredo | barras assimétricas | 17.200 60.°         | Não avançou         | 60.°            | [ 27 ]        |
| Tatiana Figueiredo | trave de equilíbrio | 18.050 =48.°        | Não avançou         | =48.°           | [ 28 ]        |

## Nado sincronizado
Feminino
| Aleta                         | Modalidade | Preliminar     | Preliminar           | Preliminar      | Preliminar | Final       | Final       | Final           | Final           | Referência(s) |
| Aleta                         | Modalidade | Figura técnica | Rotina musical livre | Resultado total | Colocação  | Técnica     | Livre       | Resultado total | Colocação final | Referência(s) |
| ----------------------------- | ---------- | -------------- | -------------------- | --------------- | ---------- | ----------- | ----------- | --------------- | --------------- | ------------- |
| Paula Carvalho                | solo       | 79.900 31.°    | 85.800 13.°          | 165.700 13.°    | 13.°       | Não avançou | Não avançou | Não avançou     | 13.°            | [ 29 ]        |
| Tessa Carvalho                | solo       | 84.284 26.°    | _                    | _               | 26.°       | Não avançou | Não avançou | Não avançou     | 34.°            | [ 29 ]        |
| Paula Carvalho Tessa Carvalho | dueto      | 82.092 11.°    | 84.200 11.°          | 166.292 11.°    | 11.°       | Não avançou | Não avançou | Não avançou     | 11.°            | [ 30 ]        |

## Atletismo
Masculino
Eventos de pista e de estrada
| Atleta | Modalidade          | Eliminatória | Eliminatória | Quartas de final | Quartas de final | Semifinal   | Semifinal   | Final       | Final     | Referência(s) |
| Atleta | Modalidade          | Resultado    | Colocação    | Resultado        | Colocação        | Resultado   | Colocação   | Resultado   | Colocação | Referência(s) |
| --- | ------------------- | ------------ | ------------ | ---------------- | ---------------- | ----------- | ----------- | ----------- | --------- | ------------- |
| Nelsinho Rocha dos Santos | 100 m               | 10.70        | 3.° Q        | 10.53            | 4.°              | Não avançou | Não avançou | Não avançou | 18.°      | [ 31 ]        |
| Katsuhiko Nakaya | 100 m               | 10.55        | 3.° Q        | 10.69            | 5.°              | Não avançou | Não avançou | Não avançou | 24.°      | [ 31 ]        |
| Paulo Roberto Correia | 100 m               | 10.45        | 4.° Q        | 10.54            | 7.°              | Não avançou | Não avançou | Não avançou | 34.°      | [ 31 ]        |
| João Batista Eugênio da Silva | 200 m               | 20.70        | =2.° Q       | 20.61            | 4.° Q            | 20.61       | 2.° Q       | 20.30       | 4.°       | [ 32 ]        |
| Robson Caetano da Silva | 200 m               | 21.08        | 3.° Q        | 20.88            | 4.° Q            | 20.80       | 6.°         | Não avançou | 11.°      | [ 32 ]        |
| Arnaldo da Silva | 200 m               | 21.24        | 5.°          | Não avançou      | Não avançou      | Não avançou | Não avançou | Não avançou | 48.°      | [ 32 ]        |
| Gérson Andrade de Souza | 400 m               | 47.02        | 3.° Q        | 46.65            | 7.°              | Não avançou | Não avançou | Não avançou | 28.°      | [ 33 ]        |
| Wilson David dos Santos | 400 m               | 47.55        | 5.°          | Não avançou      | Não avançou      | Não avançou | Não avançou | Não avançou | 49.°      | [ 33 ]        |
| Evaldo Rosa da Silva | 400 m               | 47.55        | 6.°          | Não avançou      | Não avançou      | Não avançou | Não avançou | Não avançou | 51.°      | [ 33 ]        |
| Joaquim Cruz | 800 m               | 1:45.65      | 1.° Q        | 1:44.84          | 1.° Q            | 1:43.82     | 1.° Q       | 1:43.00 OR  | 1.°       | [ 34 ]        |
| Joaquim Cruz | 1500 m              | 3:41.01      | 1.° Q        | _                | _                | DNS         | 12.°        | Não avançou | 24.°      | [ 35 ]        |
| Agberto Guimarães | 800 m               | 1:47.72      | 3.° Q        | 1:45.18          | 3.° Q            | 1:46.60     | 6.°         | Não avançou | 12.°      | [ 36 ]        |
| Agberto Guimarães | 1500 m              | 3:49.26      | 2.° Q        | _                | _                | DNF         | 11.°        | Não avançou | 22.°      | [ 37 ]        |
| Zequinha Barbosa | 800 m               | 1:47.12      | 3.° Q        | 1:46.87          | 4.° Q            | 1:48.70     | 8.°         | Não avançou | 15.°      | [ 38 ]        |
| José João da Silva | 5000 m              | 14:03.44     | 7.°          | _                | _                | Não avançou | Não avançou | Não avançou | 31.°      | [ 39 ]        |
| José João da Silva | 10000 m             | 29:10.52     | 10.°         | _                | _                | Não avançou | Não avançou | Não avançou | 27.°      | [ 40 ]        |
| Eloi Schleder | maratona            | _            | _            | _                | _                | _           | _           | 2:16:35     | 23.°      | [ 41 ]        |
| Antônio Euzébio Dias Ferreira | 400 m com barreiras | 49.85        | 2.° Q        | _                | _                | 50.70       | 8.°         | Não avançou | 15.°      | [ 42 ]        |
| Arnaldo da Silva Katsuhiko Nakaya Paulo Roberto Correia Robson Caetano da Silva João Batista Eugênio da Silva (reserva) Nelsinho Rocha dos Santos (reserva)           | 4×100 m             | 39.27        | 2.° Q        | _                | _                | 39.52       | 4.° Q       | 39.40       | 8.°       | [ 43 ]        |
| Antônio Euzébio Dias Ferreira Gérson Andrade de Souza João Batista Eugênio da Silva Zequinha Barbosa Evaldo Rosa da Silva (reserva) Wilson David dos Santos (reserva) | 4×400 m             | 3:05.08      | 5.° Q        | _                | _                | 3:03:99     | 5.°         | Não avançou | 10.°      | [ 44 ]        |

Eventos de campo
| Atleta             | Modalidade     | Qualificação | Qualificação | Final       | Final     | Referência(s) |
| Atleta             | Modalidade     | Resultado    | Colocação    | Resultado   | Colocação | Referência(s) |
| ------------------ | -------------- | ------------ | ------------ | ----------- | --------- | ------------- |
| Tomás Hintnaus     | salto com vara | 5.35         | 7.° Q        | NM          | =12.°     | [ 45 ]        |
| Abcélvio Rodrigues | salto triplo   | 16.12        | 9.°          | Não avançou | 16.°      | [ 46 ]        |

Feminino
Eventos de pista e de estrada
| Atleta                    | Modalidade          | Eliminatória | Eliminatória | Quartas de final | Quartas de final | Semifinal   | Semifinal   | Final       | Final     | Referência(s) |
| Atleta                    | Modalidade          | Resultado    | Colocação    | Resultado        | Colocação        | Resultado   | Colocação   | Resultado   | Colocação | Referência(s) |
| ------------------------- | ------------------- | ------------ | ------------ | ---------------- | ---------------- | ----------- | ----------- | ----------- | --------- | ------------- |
| Esmeralda de Jesus Garcia | 100 m               | 11.63        | 4.° Q        | 11.82            | 6.°              | Não avançou | Não avançou | Não avançou | 24.°      | [ 47 ]        |
| Esmeralda de Jesus Garcia | 100 m com barreiras | DNS          | 7.°          | _                | _                | Não avançou | Não avançou | Não avançou | 23.°      | [ 48 ]        |
| Eleonora Mendonça         | maratona            | _            | _            | _                | _                | _           | _           | 2:52:19     | 44.°      | [ 49 ]        |

Eventos de campo
| Atleta                    | Modalidade         | Qualificação | Qualificação | Final       | Final     | Referência(s) |
| Atleta                    | Modalidade         | Resultado    | Colocação    | Resultado   | Colocação | Referência(s) |
| ------------------------- | ------------------ | ------------ | ------------ | ----------- | --------- | ------------- |
| Conceição Geremias        | salto em distância | 6.04         | 8.°          | Não avançou | 18.°      | [ 50 ]        |
| Esmeralda de Jesus Garcia | salto em distância | 6.01         | 11.°         | Não avançou | 19.°      | [ 50 ]        |

Eventos combinados
| Atleta             | Modalidade | 100 m com barreiras | salto em altura     | arremesso de peso   | 200 m               | salto em distância  | lançamento de dardo | 800 m               | Final                      | Referência(s) |
| Atleta             | Modalidade | Resultado Colocação | Resultado Colocação | Resultado Colocação | Resultado Colocação | Resultado Colocação | Resultado Colocação | Resultado Colocação | Pontos Resultado Colocação | Referência(s) |
| ------------------ | ---------- | ------------------- | ------------------- | ------------------- | ------------------- | ------------------- | ------------------- | ------------------- | -------------------------- | ------------- |
| Conceição Geremias | heptatlo   | 13.98 13.°          | 1.74 =14.°          | 13.15 6.°           | 25.00 11.°          | 5.65 17.°           | DNF 21.°            | DNS =21.°           | 4305.00 DNF =21.°          | [ 51 ]        |

## Basquetebol
Masculino
Primeira fase
Grupo A
| D |  | Austrália | 76–72 | Brasil |  |  |  |

| V |  | Brasil | 91–82 | Egito |  |  |  |

| D |  | Itália | 89–78 | Brasil |  |  |  |

| D |  | Iugoslávia | 98–85 | Brasil |  |  |  |

| D |  | Alemanha Ocidental | 78–75 | Brasil |  |  |  |

Colocação no grupo: 5.°
Tabela - Grupo A
| Equipe             | Jogos | Vitórias | Derrotas | Pontos pró | Pontos contra | Saldo de pontos | Pontuação |
| ------------------ | ----- | -------- | -------- | ---------- | ------------- | --------------- | --------- |
| Iugoslávia         | 5     | 5        | 0        | 457        | 366           | +91             | 10        |
| Itália             | 5     | 4        | 1        | 437        | 363           | +74             | 8         |
| Austrália          | 5     | 3        | 2        | 383        | 403           | -20             | 6         |
| Alemanha Ocidental | 5     | 2        | 3        | 384        | 376           | +8              | 4         |
| Brasil             | 5     | 1        | 4        | 401        | 423           | -22             | 2         |
| Egito              | 5     | 0        | 5        | 349        | 480           | -131            | 0         |

|  | Classificados para as quartas de final |
|  | Disputa de 9.° a 12.°                  |

Torneio de 9.° a 12.°
| V |  | Brasil | 100–86 | França |  |  |  |

Disputa do 9.° lugar
| V |  | Brasil | 86–76 | China |  |  |  |

Colocação final: 9.°
Equipe:
Adilson de Freitas Nascimento
Cadum Guimarães
Eduardo Agra
Gérson Victalino
Israel Machado
Marcel de Souza
Marcelo Vido
Marquinhos Abdalla
Mílton Setrini Júnior (Carioquinha)
Nilo Guimarães
Oscar Schmidt
Sílvio Malvezi

Referência(s): 

## Ciclismo
Masculino
Estrada
Velocidade
| Atleta                                                    | Modalidade    | Resultado | Colocação | Referência(s) |
| --------------------------------------------------------- | ------------- | --------- | --------- | ------------- |
| Gilson Alvaristo Jair Braga Marcos Mazzaron Renan Ferraro | 100 km equipe | 2:15.37   | 18.°      | [ 53 ]        |

Pista
Contrarrelógio
| Atleta         | Modalidade        | Resultado | Colocação | Referência(s) |
| -------------- | ----------------- | --------- | --------- | ------------- |
| Marcelo Greuel | 1000 m individual | 1:08.37   | 12.°      | [ 54 ]        |

Velocidade
| Atleta      | Modalidade        | Eliminatórias                                   | Repescagem                                   | Finais da Repescagem                       | Quartas de final           | Semifinal                    | Final                | Final     | Referência(s) |
| Atleta      | Modalidade        | Adversário Resultado                            | Adversário Resultado                         | Adversário Resultado                       | Adversário Resultado       | Adversário Resultado         | Adversário Resultado | Colocação | Referência(s) |
| ----------- | ----------------- | ----------------------------------------------- | -------------------------------------------- | ------------------------------------------ | -------------------------- | ---------------------------- | -------------------- | --------- | ------------- |
| Paulo Jamur | 1000 m individual | JPN Katsuo Nakatake BER Charles Pile -11.92 3.° | TTO Gene Samuel CAY Ernest Moodie -11.89 2.° | ANT Brian Lyn GUY James Joseph 11.92 1.° Q | USA Mark Gorski -10.79 2.° | NZL Murray Steele -11.92 2.° | Não avançou          | 20.°      | [ 55 ]        |

Perseguição
| Atleta       | Modalidade        | Qualificação | Qualificação  | Quartas de final     | Semifinais           | Final                | Final     | Referência(s) |
| Atleta       | Modalidade        | Tempo        | Classificação | Adversário Resultado | Adversário Resultado | Adversário Resultado | Colocação | Referência(s) |
| ------------ | ----------------- | ------------ | ------------- | -------------------- | -------------------- | -------------------- | --------- | ------------- |
| Hans Fischer | 4000 m individual | 5:00.47      | 22.°          | Não avançou          | Não avançou          | Não avançou          | 22.°      | [ 56 ]        |

Corrida por pontos
| Atleta       | Modalidade               | Semifinal | Semifinal    | Semifinal | Final       | Final        | Final     | Referência(s) |
| Atleta       | Modalidade               | Pontos    | Voltas atrás | Colocação | Pontos      | Voltas atrás | Colocação | Referência(s) |
| ------------ | ------------------------ | --------- | ------------ | --------- | ----------- | ------------ | --------- | ------------- |
| Hans Fischer | 30 km - 50 km individual | 5         | 2            | 14.°      | Não avançou | Não avançou  | 27.°      | [ 57 ]        |

## Saltos ornamentais
Feminino
| Atleta                  | Modalidade      | Preliminar | Preliminar | Final       | Final       | Final       | Final           | Referência(s) |
| Atleta                  | Modalidade      | Resultado  | Colocação  | Resultado   | Colocação   | Total       | Colocação final | Referência(s) |
| ----------------------- | --------------- | ---------- | ---------- | ----------- | ----------- | ----------- | --------------- | ------------- |
| Ângela Mendonça Ribeiro | trampolim 3 m   | 370.68     | 23.°       | Não avançou | Não avançou | Não avançou | 23.°            | [ 58 ]        |
| Ângela Mendonça Ribeiro | plataforma 10 m | 329.31     | 13.°       | Não avançou | Não avançou | Não avançou | 13.°            | [ 59 ]        |

## Hipismo
Aberto
Concurso de saltos
| Atleta                                                                                       | Cavalo                           | Modalidade        | Rodada 1              | Rodada 2              | Total                 | Referência(s) |
| Atleta                                                                                       | Cavalo                           | Modalidade        | Penalidades Colocação | Penalidades Colocação | Penalidades Colocação | Referência(s) |
| -------------------------------------------------------------------------------------------- | -------------------------------- | ----------------- | --------------------- | --------------------- | --------------------- | ------------- |
| Jorge Rodrigues Carneiro                                                                     | Testarudo                        | saltos individual | 21.25 32.°            | DNQ                   | 32.°                  | [ 60 ]        |
| Caio Sérgio José de Carvalho                                                                 | Virtuoso                         | saltos individual | 23.25 33.°            | DNQ                   | 33.°                  | [ 60 ]        |
| Marcelo Blessmann                                                                            | Alpes                            | saltos individual | 44.00 45.°            | DNQ                   | 45.°                  | [ 60 ]        |
| Caio Sérgio José de Carvalho Jorge Rodrigues Carneiro Marcelo Blessmann Vítor Alves Teixeira | Virtuoso Testarudo Alpes Natural | saltos equipe     | 66.50 12.°            | 67.00 10.°            | 133.50 10.°           | [ 61 ]        |

## Futebol
Masculino
Primeira fase
Grupo C
| V |  | Brasil | 3–1 | Arábia Saudita |  |  |  |

| V |  | Brasil | 1–0 | Alemanha Ocidental |  |  |  |

| V |  | Brasil | 2–0 | Marrocos |  |  |  |

Colocação no grupo: 1.° Q
Tabela - Grupo C
| Equipe             | Jogos | Vitórias | Empates | Derrotas | Gols pró | Gols contra | Saldo de gols | Pontos |
| ------------------ | ----- | -------- | ------- | -------- | -------- | ----------- | ------------- | ------ |
| Brasil             | 3     | 3        | 0       | 0        | 6        | 1           | +5            | 6      |
| Alemanha Ocidental | 3     | 2        | 0       | 1        | 8        | 1           | +7            | 4      |
| Marrocos           | 3     | 1        | 0       | 2        | 1        | 4           | -3            | 2      |
| Arábia Saudita     | 3     | 0        | 0       | 3        | 1        | 10          | -9            | 0      |

|  | Classificados para as quartas de final |

Quartas de final
| V |  | Brasil | 1–1 | Canadá | (ET>0-0•PS>4-2) |  |  |

Semifinal
| V |  | Brasil | 2–1 | Itália |  |  |  |

Final
| D |  | França | 2–0 | Brasil |  |  |  |

Colocação final: 2.°
Equipe:
Ademir Roque
André Luís Ferreira
Carlos Dunga
Chicão Vidal
Davi Cortes
Gilmar Popoca
Gilmar Rinaldi
João Kita
Jorge Pinga
Luís Henrique Dias
Luiz Carlos Winck
Mauro Galvão
Mílton Cruz
Paulo Santos
Ronaldo Moraes
Silvinho Paiva
Tonho Gil

Referência(s): 

## Judô
Masculino
| Atleta             | Modalidade       | Chave | Rodada 1                              | Rodada 2                    | Rodada 3             | Quartas de final                     | Semifinal                           | Final de chave                | Repescagem                                                         | Disputa de 3.°                | Final                          | Colocação final | Referência(s) |
| Atleta             | Modalidade       | Chave | Adversário Resultado                  | Adversário Resultado        | Adversário Resultado | Adversário Resultado                 | Adversário Resultado                | Adversário Resultado          | Adversário Resultado                                               | Adversário Resultado          | Adversário Resultado           | Colocação final | Referência(s) |
| ------------------ | ---------------- | ----- | ------------------------------------- | --------------------------- | -------------------- | ------------------------------------ | ----------------------------------- | ----------------------------- | ------------------------------------------------------------------ | ----------------------------- | ------------------------------ | --------------- | ------------- |
| Luiz Shinohara     | peso ligeiro     | B     | CAN Philip Takahashi V Yusei-gachi    | _                           | _                    | JPN Shinji Hosokawa D Ippon          | _                                   | _                             | POR João Carvalho das Neves V W-O ITA Felice Mariani D Yusei-gachi | Não avançou                   | Não avançou                    | =7.°            | [ 63 ]        |
| Sérgio Sano        | peso meio-leve   | B     | _                                     | ESA Fredy Torres V Ippon    | _                    | FRG James Rohleder V Koka            | KOR Hwang Jung-oh L Koka            | _                             | AUT Josef Reiter L Ippon                                           | Não avançou                   | Não avançou                    | =7.°            | [ 64 ]        |
| Luiz Onmura        | peso leve        | A     | EGY Yousry Zagloul V Ippon            | _                           | _                    | TUN Hassan Ben Gamra V Waza-ari      | USA Michael Swain V Yusei-gachi     | ITA Ezio Gamba D Ippon        | _                                                                  | CAN Glenn Beauchamp V Koka    | _                              | =3.°            | [ 65 ]        |
| Rogério dos Santos | peso meio-médio  | A     | _                                     | YUG Filip Leščak D Waza-ari | Não avançou          | Não avançou                          | Não avançou                         | Não avançou                   | Não avançou                                                        | Não avançou                   | Não avançou                    | =20.°           | [ 66 ]        |
| Walter Carmona     | peso médio       | B     | EGY Atif Muhammad Hussain V Ippon     | _                           | _                    | SWE Michel Grant V Ippon             | NED Bernhard Spijkers V Yusei-gachi | USA Robert Berland D Yuko     | _                                                                  | GBR Densign White W 0010-0000 | _                              | =3.°            | [ 67 ]        |
| Douglas Vieira     | peso meio-pesado | A     | ESP Alberto Rubio Sebastian V Koka    | _                           | _                    | SEN Abdul Daffé V Sogo-gachi/Keikoku | ITA Juri Fazi V Yuko                | ISL Bjarni Friðriksson V Yuko | _                                                                  | _                             | KOR Ha Hyeong-Ju D Yusei-gachi | 2.°             | [ 68 ]        |
| Frederico Flexa    | peso pesado      | A     | FRG Alexander von der Groeben D Ippon | Não avançou                 | Não avançou          | Não avançou                          | Não avançou                         | Não avançou                   | Não avançou                                                        | Não avançou                   | Não avançou                    | =11.°           | [ 69 ]        |

## Ginástica rítmica
Feminino
| Atleta        | Modalidade | Qualificação | Qualificação | Qualificação | Qualificação | Qualificação | Qualificação | Qualificação | Final       | Final       | Final       | Final       | Final       | Final       | Final           | Referência(s) |
| Atleta        | Modalidade | cordas       | bolas        | arcos        | maças        | fitas        | Total        | Colocação    | cordas      | bolas       | arcos       | maças       | fitas       | Total       | Colocação final | Referência(s) |
| ------------- | ---------- | ------------ | ------------ | ------------ | ------------ | ------------ | ------------ | ------------ | ----------- | ----------- | ----------- | ----------- | ----------- | ----------- | --------------- | ------------- |
| Rosana Favila | individual | _            | 8.850 =28.°  | 9.100 18.°   | 9.000 =20.°  | 8.700 23.°   | 35.650       | =24.°        | Não avançou | Não avançou | Não avançou | Não avançou | Não avançou | Não avançou | =24.°           | [ 70 ]        |

## Remo
Masculino
| Atleta                                                                               | Modalidade | Eliminatórias | Eliminatórias | Repescagem | Repescagem | Semifinal | Semifinal | Final     | Final     | Colocação final | Referência(s) |
| Atleta                                                                               | Modalidade | Resultado     | Colocação     | Resultado  | Colocação  | Resultado | Colocação | Resultado | Colocação | Colocação final | Referência(s) |
| ------------------------------------------------------------------------------------ | ---------- | ------------- | ------------- | ---------- | ---------- | --------- | --------- | --------- | --------- | --------------- | ------------- |
| Ricardo de Carvalho Ronaldo de Carvalho                                              | dois sem   | 7:32.69       | 4.° R         | 7:05.24    | 3.° SF     | 7:05.92   | 6.° FB    | 7:03.97   | 2.°       | 8.°             | [ 71 ]        |
| Ângelo Roso Neto Nílton Alonço (timoneiro) Valter Hime Soares                        | dois com   | 7:18.96       | 2.° R         | 7:19.40    | 1.° FA     | _         | _         | 7:17.07   | 4.°       | 4.°             | [ 72 ]        |
| André Berezin Dênis Marinho Laildo Machado Luiz dos Santos Manuel Mandel (timoneiro) | quatro com | 6:39.88       | 4.° R         | 6:33.44    | 5.° FB     | _         | _         | 6:47.13   | 1.°       | 7.°             | [ 73 ]        |

## Vela
Aberto
| Atleta                                              | Modalidade             | Regatas             | Regatas             | Regatas             | Regatas             | Regatas             | Regatas             | Regatas               | Colocação final     | Referência(s) |
| Atleta                                              | Modalidade             | 1                   | 2                   | 3                   | 4                   | 5                   | 6                   | 7 (regata da medalha) | Colocação final     | Referência(s) |
| Atleta                                              | Modalidade             | Pontuação Colocação | Pontuação Colocação | Pontuação Colocação | Pontuação Colocação | Pontuação Colocação | Pontuação Colocação | Pontuação Colocação   | Pontuação Colocação | Referência(s) |
| --------------------------------------------------- | ---------------------- | ------------------- | ------------------- | ------------------- | ------------------- | ------------------- | ------------------- | --------------------- | ------------------- | ------------- |
| Jorge Zarif Neto                                    | classe finn            | 14.00 8.°           | 0.00 1.°            | 11.70 6.°           | 25.00 19.°          | 17.00 11.°          | 21.00 15.°          | 15.00 9.°             | 103.70/78.70 8.°    | [ 74 ]        |
| Marco Paradeda Rolf Nehn                            | classe 470             | 23.00 17.°          | 22.00 16.°          | 22.00 16.°          | 15.00 9.°           | 3.00 2.°            | 25.00 19.°          | 14.00 8.°             | 124.00/99.00 13.°   | [ 75 ]        |
| Eduardo de Souza Ramos Roberto Luiz Martins e Souza | classe star            | 15.00 9.°           | 14.00 8.°           | 13.00 7.°           | 15.00 9.°           | 10.00 5.°           | 15.00 9.°           | 18.00 12.°            | 100.00/82.00 12.°   | [ 76 ]        |
| Glenn Eric Haynes Lars Grael                        | classe tornado         | 10.00 5.°           | 14.00 8.°           | 20.00 14.°          | 17.00 11.°          | 5.70 3.°            | 10.00 5.°           | 18.00 12.°            | 94.70/74.70 7.°     | [ 77 ]        |
| Daniel Adler Ronaldo Senfft Torben Grael            | classe soling          | 5.70 3.°            | 13.00 7.°           | 3.00 2.°            | 16.00 10.°          | 16.00 10.°          | 0.00 1.°            | 5.70 3.°              | 59.40/43.40 2.°     | [ 78 ]        |
| Alan Adler Marcus Temke                             | classe flying dutchman | 10.00 5.°           | 24.00 DQ 17.°       | 19.00 13.°          | 11.70 6.°           | 3.00 2.°            | 3.00 2.°            | 15.00 9.°             | 85.70/61.70 6.°     | [ 79 ]        |

## Tiro esportivo
Masculino
| Atleta                       | Modalidade            | Resultado | Colocação | Referência(s) |
| ---------------------------- | --------------------- | --------- | --------- | ------------- |
| Delival Fonseca Nobre        | pistola rápida 25 m   | 591.00    | 4.°       | [ 80 ]        |
| Sylvio Aguiar Carvalho       | pistola livre 50 m    | 546.00    | =25.°     | [ 81 ]        |
| Paulo Roberto Braune Pimenta | carabina de ar 10 m   | 557.00    | 45.°      | [ 82 ]        |
| Durval Guimarães             | carabina deitado 50 m | 583.00    | =45.°     | [ 83 ]        |
| Waldemar Capucci             | carabina deitado 50 m | 581.00    | =52.°     | [ 83 ]        |

Feminino
| Atleta       | Modalidade         | Resultado | Colocação | Referência(s) |
| ------------ | ------------------ | --------- | --------- | ------------- |
| Débora Srour | pistola livre 25 m | 578.00    | 7.°       | [ 84 ]        |

Aberto
| Atleta            | Modalidade     | Resultado | Colocação | Referência(s) |
| ----------------- | -------------- | --------- | --------- | ------------- |
| Marcos José Olsen | fossa Olímpica | 188.00    | 10.°      | [ 85 ]        |
| Avelino Palma     | fossa Olímpica | 164.00    | =60.°     | [ 85 ]        |

## Natação
Masculino
| Atleta                                                                          | Modalidade      | Eliminatória | Eliminatória | Semifinal   | Semifinal   | Final       | Final     | Referência(s) |
| Atleta                                                                          | Modalidade      | Resultado    | Colocação    | Resultado   | Colocação   | Resultado   | Colocação | Referência(s) |
| ------------------------------------------------------------------------------- | --------------- | ------------ | ------------ | ----------- | ----------- | ----------- | --------- | ------------- |
| Cyro Delgado                                                                    | 100 m livre     | 51.74        | 3.°          | Não avançou | Não avançou | Não avançou | 18.°      | [ 86 ]        |
| Cyro Delgado                                                                    | 200 m livre     | 1:53.22      | 3.°          | Não avançou | Não avançou | Não avançou | 21.°      | [ 87 ]        |
| Ronald Menezes                                                                  | 100 m livre     | 52.49        | 3.°          | Não avançou | Não avançou | Não avançou | 28.°      | [ 88 ]        |
| Jorge Fernandes                                                                 | 200 m livre     | 1:53.03      | 3.°          | Não avançou | Não avançou | Não avançou | 20.°      | [ 89 ]        |
| Marcelo Jucá                                                                    | 400 m livre     | 3:57.43      | 3.° Q        | 3:58.23     | 7.°         | Não avançou | 15.°      | [ 90 ]        |
| Marcelo Jucá                                                                    | 1500 m livre    | 15:43.80     | 5.°          | Não avançou | Não avançou | Não avançou | 17.°      | [ 91 ]        |
| Marcelo Jucá                                                                    | 200 m borboleta | DNS          | 8.°          | Não avançou | Não avançou | Não avançou | 36.°      | [ 92 ]        |
| Ricardo Prado                                                                   | 200 m costas    | 2:04.46      | 1.° Q        | _           | _           | 2:03.05     | 4.°       | [ 93 ]        |
| Ricardo Prado                                                                   | 200 m borboleta | 2:00.59      | 1.° Q        | DNS         | 9.°         | Não avançou | 17.°      | [ 94 ]        |
| Ricardo Prado                                                                   | 200 m medley    | 2:07.16      | 1.° Q        | DNS         | 9.°         | Não avançou | 17.°      | [ 95 ]        |
| Ricardo Prado                                                                   | 400 m medley    | 4:23.31      | 4.° Q        | _           | _           | 4:18.45     | 2.°       | [ 96 ]        |
| Djan Madruga                                                                    | 200 m costas    | 2:05.23      | 5.° Q        | 2:05.33     | 4.°         | Não avançou | 12.°      | [ 97 ]        |
| Luiz Carvalho                                                                   | 100 m peito     | 1:05.96      | 3.°          | Não avançou | Não avançou | Não avançou | =24.°     | [ 98 ]        |
| Luiz Carvalho                                                                   | 200 m peito     | DQ           | 5.°          | Não avançou | Não avançou | Não avançou | 45.°      | [ 99 ]        |
| Cyro Delgado Djan Madruga Jorge Fernandes Ronald Menezes                        | 4×100 m livre   | 3:27.33      | 3.°          | Não avançou | Não avançou | Não avançou | 10.°      | [ 100 ]       |
| Cyro Delgado Djan Madruga Jorge Fernandes Marcelo Jucá Ronald Menezes (reserva) | 4×200 m livre   | 7:30.41      | 6.°          | Não avançou | Não avançou | Não avançou | 9.°       | [ 101 ]       |
| Cyro Delgado Luiz Carvalho Marcelo Jucá Ricardo Prado Ronald Menezes (reserva)  | 4×100 m medley  | 3:53.49      | 4.°          | Não avançou | Não avançou | Não avançou | 12.°      | [ 102 ]       |

## Voleibol
Masculino
Primeira fase
Grupo A
| V |  | Brasil | 3–1 | Argentina | (15-8•15-8•16-18•15-13) |  |  |

| V |  | Brasil | 3–0 | Tunísia | (15-5•15-9•15-2) |  |  |

| D |  | Coreia do Sul | 3–1 | Brasil | (15-4•15-13•13-15•15-8) |  |  |

| V |  | Brasil | 3–0 | Estados Unidos | (15-10•15-11•15-2) |  |  |

Colocação no grupo: 1.° Q
Tabela - Grupo A
| Equipe         | Jogos | Vitórias | Derrotas | Sets pró | Sets contra | Saldo de sets | Pontos |
| -------------- | ----- | -------- | -------- | -------- | ----------- | ------------- | ------ |
| Brasil         | 4     | 3        | 1        | 10       | 4           | +6            | 7      |
| Estados Unidos | 4     | 3        | 1        | 9        | 4           | +5            | 7      |
| Coreia do Sul  | 4     | 3        | 1        | 9        | 6           | +3            | 7      |
| Argentina      | 4     | 1        | 3        | 7        | 9           | -2            | 5      |
| Tunísia        | 4     | 0        | 4        | 0        | 12          | -12           | 4      |

|  | Classificados para as semifinais |
|  | Disputa de 5.° a 8.°             |
|  | Disputa de 9.° a 10.°            |

Semifinal
| V |  | Brasil | 3–1 | Itália | (12-15•15-2•15-3•15-5) |  |  |

Final
| D |  | Estados Unidos | 3–0 | Brasil | (15-6•15-6•15-7) |  |  |

Colocação final: 2.°
Equipe:
Amauri Ribeiro
Antônio Carlos Badalhoca
Bernard Rajzman
Bernardinho Rezende
Domingos Maracanã
Fernandão Ávila
José Montanaro
Marcus Vinícius Freire
Mário Xandó
Renan Dal Zotto
Rui Campos
William Carvalho

Referência(s): 
Feminino
Primeira fase
Grupo A
| D |  | China | 3–0 | Brasil | (15-13•15-10•15-11) |  |  |

| D |  | Estados Unidos | 3–2 | Brasil | (12-15•10-15•15-5•15-5•15-12) |  |  |

| D |  | Alemanha Ocidental | 3–0 | Brasil | (15-9•16-14•15-11) |  |  |

Colocação no grupo: 4.°
Tabela - Grupo A
| Equipe             | Jogos | Vitórias | Derrotas | Sets pró | Sets contra | Saldo de sets | Pontos |
| ------------------ | ----- | -------- | -------- | -------- | ----------- | ------------- | ------ |
| Estados Unidos     | 3     | 3        | 0        | 9        | 3           | +6            | 6      |
| China              | 3     | 2        | 1        | 7        | 3           | +4            | 5      |
| Alemanha Ocidental | 3     | 1        | 2        | 3        | 6           | -3            | 4      |
| Brasil             | 3     | 0        | 3        | 2        | 9           | 3             | -7     |

|  | Classificados para as semifinais |
|  | Disputa de 5.° a 8.°             |

Torneio de 5.° a 8.°
| D |  | Coreia do Sul | 3–1 | Brasil | (13-15•15-13•15-9•15-10) |  |  |

Disputa do 7.° lugar
| V |  | Brasil | 3–0 | Canadá | (15-9•15-3•15-8) |  |  |

Colocação final: 7.°
Equipe:
Ana Richa
Fernanda Emerick
Heloísa Roese
Ida Álvares
Isabel Salgado
Jaqueline Silva
Lica Oliveira
Luiza Machado
Mônica Caetano
Regina Uchôa
Sandra Suruagy
Vera Mossa

Referência(s): 

## Polo aquático
Masculino
Primeira fase
Grupo B
| D | Espanha | 19–12 | Brasil |  |

| D | Estados Unidos | 10–4 | Brasil |  |

| E | Brasil | 9–9 | Grécia |  |

Colocação no grupo: 4.°
Tabela - Grupo B
| Equipe         | Jogos | Vitórias | Empates | Derrotas | Gols pró | Gols contra | Saldo de gols | Pontos |
| -------------- | ----- | -------- | ------- | -------- | -------- | ----------- | ------------- | ------ |
| Estados Unidos | 3     | 3        | 0       | 0        | 32       | 17          | +15           | 6      |
| Espanha        | 3     | 2        | 0       | 1        | 39       | 31          | +8            | 4      |
| Grécia         | 3     | 0        | 1       | 2        | 23       | 33          | -10           | 1      |
| Brasil         | 3     | 0        | 1       | 2        | 25       | 38          | -13           | 1      |

|  | Classificados para a fase final |
|  | Disputa de 7.° a 12.°           |

Torneio de 7.° a 12.°
Pontos corridos
| D | Itália | 13–4 | Brasil |  |

| E | Brasil | 10–10 | Canadá |  |

| D | China | 11–9 | Brasil |  |

| D | Japão | 9–8 | Brasil |  |

Tabela - Torneio de 7.° a 12.°
| Equipe | Jogos | Vitórias | Empates | Derrotas | Gols pró | Gols contra | Saldo de gols | Pontos |
| ------ | ----- | -------- | ------- | -------- | -------- | ----------- | ------------- | ------ |
| Itália | 5     | 4        | 1       | 0        | 63       | 34          | +29           | 9      |
| Grécia | 5     | 3        | 2       | 0        | 52       | 41          | +11           | 8      |
| China  | 5     | 3        | 0       | 2        | 44       | 39          | +5            | 6      |
| Canadá | 5     | 1        | 1       | 3        | 40       | 48          | -8            | 3      |
| Japão  | 5     | 1        | 0       | 4        | 30       | 55          | -25           | 2      |
| Brasil | 5     | 0        | 2       | 3        | 40       | 52          | -12           | 2      |

Obs.: Brasil e Grécia carregaram o resultado do confronto direto da fase anterior.
Colocação final: 12.°
Equipe:
André Nícolas de Campos
Carlinhos Eduardo Carvalho
Eric Tebbe Borges
Fernando Carsalade
Hélio Frederico Gomes da Silva
Mário Eduardo Souto
Mário Sérgio Lotufo
Orlando Chaves
Paulo Sérgio Abreu
Sílvio Manfredi
Sólon dos Santos
Ricardo Tonieto
Roberto Borelli

Referência(s): 

## Tênis- Torneio de demonstração
Feminino
| Atleta         | Modalidade | Oitavas de final                    | Quartas de final     | Semifinal            | Final                | Colocação | Referência(s) |
| Atleta         | Modalidade | Adversário Resultado                | Adversário Resultado | Adversário Resultado | Adversário Resultado | Colocação | Referência(s) |
| -------------- | ---------- | ----------------------------------- | -------------------- | -------------------- | -------------------- | --------- | ------------- |
| Silvana Campos | simples    | FRA Pascale Paradis D 0-2 (3-6•5-7) | Não avançou          | Não avançou          | Não avançou          | =17.°     | [ 106 ]       |

## Multimedalhistas
Nesta seção listam-se os atletas brasileiros detentores de pelo menos 2 pódios Olímpicos, desde as edições pregressas, até essa edição. A ordem de classificação se segue pelos seguintes critérios:
1. Maior número de medalhas de ouro;
2. Maior número de medalhas de prata;
3. Maior número de medalhas de bronze;
4. Conquista mais antiga;
5. Esporte ou modalidade mais antiga no programa Olímpico;
6. Ordem alfabética.

| Posição | Atleta                    | Esporte        | Ouro | Prata | Bronze | Jogos          | Medalha de ouro | Medalha de prata | Medalha de bronze | Total de medalhas |
| ------- | ------------------------- | -------------- | ---- | ----- | ------ | -------------- | --------------- | ---------------- | ----------------- | ----------------- |
| 1.°     | Adhemar Ferreira da Silva | Atletismo      | 2    | 0     | 0      | Helsinque 1952 | 1               | 0                | 0                 | 2                 |
| 1.°     | Adhemar Ferreira da Silva | Atletismo      | 2    | 0     | 0      | Melbourne 1956 | 1               | 0                | 0                 | 2                 |
| 2.°     | Guilherme Paraense        | Tiro esportivo | 1    | 0     | 1      | Antuérpia 1920 | 1               | 0                | 1                 | 2                 |
| 3.°     | Afrânio da Costa          | Tiro esportivo | 0    | 1     | 1      | Antuérpia 1920 | 0               | 1                | 1                 | 2                 |
| 4.°     | Nelson Prudêncio          | Atletismo      | 0    | 1     | 1      | México 1968    | 0               | 1                | 0                 | 2                 |
| 4.°     | Nelson Prudêncio          | Atletismo      | 0    | 1     | 1      | Munique 1972   | 0               | 0                | 1                 | 2                 |
| 5.°     | Zenny Algodão             | Basquete       | 0    | 0     | 2      | Londres 1948   | 0               | 0                | 1                 | 2                 |
| 5.°     | Zenny Algodão             | Basquete       | 0    | 0     | 2      | Roma 1960      | 0               | 0                | 1                 | 2                 |
| 6.°     | Amaury Pasos              | Basquete       | 0    | 0     | 2      | Roma 1960      | 0               | 0                | 1                 | 2                 |
| 6.°     | Amaury Pasos              | Basquete       | 0    | 0     | 2      | Tóquio 1964    | 0               | 0                | 1                 | 2                 |
| 7.°     | Antonio Sucar             | Basquete       | 0    | 0     | 2      | Roma 1960      | 0               | 0                | 1                 | 2                 |
| 7.°     | Antonio Sucar             | Basquete       | 0    | 0     | 2      | Tóquio 1964    | 0               | 0                | 1                 | 2                 |
| 8.°     | Carlos Mosquito           | Basquete       | 0    | 0     | 2      | Roma 1960      | 0               | 0                | 1                 | 2                 |
| 8.°     | Carlos Mosquito           | Basquete       | 0    | 0     | 2      | Tóquio 1964    | 0               | 0                | 1                 | 2                 |
| 9.°     | Carmo Rosa Branca         | Basquete       | 0    | 0     | 2      | Roma 1960      | 0               | 0                | 1                 | 2                 |
| 9.°     | Carmo Rosa Branca         | Basquete       | 0    | 0     | 2      | Tóquio 1964    | 0               | 0                | 1                 | 2                 |
| 10.°    | Edson Bispo               | Basquete       | 0    | 0     | 2      | Roma 1960      | 0               | 0                | 1                 | 2                 |
| 10.°    | Edson Bispo               | Basquete       | 0    | 0     | 2      | Tóquio 1964    | 0               | 0                | 1                 | 2                 |
| 11.°    | Jatyr Schall              | Basquete       | 0    | 0     | 2      | Roma 1960      | 0               | 0                | 1                 | 2                 |
| 11.°    | Jatyr Schall              | Basquete       | 0    | 0     | 2      | Tóquio 1964    | 0               | 0                | 1                 | 2                 |
| 12.°    | Wlamir Marques            | Basquete       | 0    | 0     | 2      | Roma 1960      | 0               | 0                | 1                 | 2                 |
| 12.°    | Wlamir Marques            | Basquete       | 0    | 0     | 2      | Tóquio 1964    | 0               | 0                | 1                 | 2                 |
| 13.°    | Reinaldo Conrad           | Vela           | 0    | 0     | 2      | México 1968    | 0               | 0                | 1                 | 2                 |
| 13.°    | Reinaldo Conrad           | Vela           | 0    | 0     | 2      | Montreal 1976  | 0               | 0                | 1                 | 2                 |
| 14.°    | João Carlos de Oliveira   | Atletismo      | 0    | 0     | 2      | Montreal 1976  | 0               | 0                | 1                 | 2                 |
| 14.°    | João Carlos de Oliveira   | Atletismo      | 0    | 0     | 2      | Moscou 1980    | 0               | 0                | 1                 | 2                 |

## Medalhas
| Medalha | Atleta | Esporte   | Modalidade       | Data       |
| ------- | --- | --------- | ---------------- | ---------- |
| Ouro    | Joaquim Cruz | Atletismo | 800 m rasos      | 06/08/1984 |
| Prata   | Ricardo Prado | Natação   | 400 m medley     | 30/07/1984 |
| Prata   | Daniel Adler Ronaldo Senfft Torben Grael | Vela      | classe soling    | 08/08/1984 |
| Prata   | Douglas Vieira | Judô      | peso meio-pesado | 09/08/1984 |
| Prata   | Seleção Brasileira de Futebol Masculino Ademir Roque André Luís Ferreira Carlos Dunga Chicão Vidal Davi Cortes Gilmar Popoca Gilmar Rinaldi João Kita Jorge Pinga Luís Henrique Dias Luiz Carlos Winck Mauro Galvão Mílton Cruz Paulo Santos Ronaldo Moraes Silvinho Paiva Tonho Gil | Futebol   | equipe campo     | 11/08/1984 |
| Prata   | Seleção Brasileira de Voleibol Masculino Amauri Ribeiro Antônio Carlos Badalhoca Bernard Rajzman Bernardinho Rezende Domingos Maracanã Fernandão Ávila José Montanaro Marcus Vinícius Freire Mário Xandó Renan Dal Zotto Rui Campos William Carvalho                                 | Voleibol  | equipe quadra    | 11/08/1984 |
| Bronze  | Luiz Onmura | Judô      | peso leve        | 06/08/1984 |
| Bronze  | Walter Carmona | Judô      | peso médio       | 08/08/1984 |

| Medalhas por esporte | Medalhas por esporte | Medalhas por esporte | Medalhas por esporte | Medalhas por esporte |
| Esporte              | Medalha de ouro      | Medalha de prata     | Medalha de bronze    | Total de medalhas    |
| -------------------- | -------------------- | -------------------- | -------------------- | -------------------- |
| Natação              | 0                    | 1                    | 0                    | 1                    |
| Judô                 | 0                    | 1                    | 2                    | 3                    |
| Atletismo            | 1                    | 0                    | 0                    | 1                    |
| Vela                 | 0                    | 1                    | 0                    | 1                    |
| Futebol              | 0                    | 1                    | 0                    | 1                    |
| Voleibol             | 0                    | 1                    | 0                    | 1                    |
| Total                | 1                    | 5                    | 2                    | 8                    |